# フラムクーヘン
フラムクーヘン（flammkuchen）は、アルザス＝ロレーヌ地方で生まれた伝統的なクーヘン。

## 概要
アルザス・ロレーヌ地方で生まれた伝統料理。 語源は、「フラム（flamm）炎」＋「クーヘン（kuchen）小麦粉で作られた菓子」で、「熱い炎で焼いたお菓子」といった意味合い。 特にクリスマスマーケットやオクトーバーフェストで人気の食材である。

### フラムクーヘンとタルトフランベの違い
ドイツ名称は「フラムクーヘン（flammkuchen）」、フランス名称は「タルト・フランベ（tartflambee）」で発祥は同じだが、現在では塗布するクリームの種類や味わいに違いがあり、フラムクーヘンとタルトフランベを細かくカテゴリー分けすることが多くなってきている。

## バリエーション
地域によって様々な名前やレシピのバリエーションがある。
ヴェルテンベルク東部では「ヒッツェクーヘン（Hitzkuchen）」、フランケン地方では「ブローツ（Blootz）、ブラーツ（Blaatz）」オーバーシュヴァーベン地方では「ディネーテ（Dinnete）」と呼ばれ、フランスアルザス地方では「フラムクーシェ（flammkuche）、タルトフランベ（tartflambee）と呼ばれている。
食されている地域は、ドイツ、フランス、オーストリア、スイスを中心に少しずつ広がっている。 イタリアのピザやスペインのコカなどと同様に、大きな意味でのカテゴリー分けをすると、ピザに分類されることが多いが、ピザとの大きな違いは、生地がパン生地である点、主とするソースがチーズではなくサワークリームやフロマージュ・ブラン、クワルク、クレームフレッシュである点である。 生地は薄く、トッピングはシンプルで、ベーコンとオニオンの塩味、アップルとシナモンの甘味、のものが定番だが、トッピングのバリエーションは様々。甘味のバリエーションも多いことも特徴。 形状は、長方形、楕円、円、など様々だが、イタリアンピザに多く見られる円形のものは少なく、長方形や楕円が中心である。

## 歴史
フラムクーヘンの起源は、パン職人が釜の温度を確かめるために焼いたのが始まりだという説や、パン焼きを終えたお母さんたちがあまったパン生地を焼いていたのが始まりだという説などがある。いずれにしてもアルザス地方で生まれたものが時代を経て少しずつ味わいや形状を変化させながらヨーロッパに広がってきたものである。